# Rhaconotus brevicaudus
Rhaconotus brevicaudus är en stekelart som beskrevs av Marsh 1976. Rhaconotus brevicaudus ingår i släktet Rhaconotus och familjen bracksteklar. Inga underarter finns listade i Catalogue of Life.